# Tristichotrochus aculeatus
Tristichotrochus aculeatus is een slakkensoort uit de familie van de Calliostomatidae. De wetenschappelijke naam van de soort werd voor het eerst geldig gepubliceerd in 1912 door G.B. Sowerby III als Calliostoma aculeatum.